# Юдифь и Олоферн (картина Караваджо)
«Юдифь и Олоферн» (итал. Giuditta e Oloferne) — картина итальянского художника Микеланджело да Караваджо, написанная в 1599 году по мотивам ветхозаветной книги Иудифи.

## Легенда
Согласно легенде, Олоферн был полководцем армии Навуходоносора, вторгшейся в Иудею. Вавилоняне осадили город Ветулию, в котором жила целомудренная и богобоязненная молодая вдова Юдифь. Надежды для горожан не было никакой. Надев красивые одежды и взяв с собой служанку, она отправилась в стан врага и сделала так, что Олоферн проникся к ней доверием. Когда в один из вечеров он заснул пьяным, она отрезала ему голову и вернулась в родной город. Вражеская армия, оказавшись без начальника, в панике разбежалась. Юдифь вернулась к своей прежней жизни и до конца соблюдала безбрачие.

## Исторический контекст
Юдифь убила Олоферна за то, что тот напал на её народ и пытался заставить евреев поклоняться Навуходоносору. Он был язычником, и Юдифь совершила убийство во славу своего единственно истинного Бога. Это делало её поступок очень актуальным на фоне контрреформации, восстановления инквизиции и подавления ереси католической церковью. В то время Юдифь была примером в глазах многих религиозных фанатиков, а в современных Караваджо памфлетах, призывавших к убийству еретиков, Юдифь представлялась образцом добродетели.
Черты лица Юдифи на картине Караваджо выражают не триумф или страсть, а скорее решимость и отвращение. Она убивает беззащитного Олоферна без применения большой силы, стараясь держаться подальше от своей жертвы. Художник изобразил свою героиню не в шикарном барочном платье, как это сделал несколько лет спустя Кристофано Аллори, а одел её в лучшие одежды, какие могла себе позволить современная ему «женщина из народа». Возможно, моделью для Юдифи послужила любовница Караваджо Маддалена Антоньетти, которая, согласно полицейскому отчёту 1605 года, «околачивалась на Пьяцца Навона», что было эвфемизмом для занятия проституцией.
Большинство художников изображали Юдифь уже после убийства, с головой Олоферна в руках. Караваджо, напротив, запечатлел сам момент обезглавливания, когда голова наполовину отделена от тела, но жертва всё ещё жива. Глаза Олоферна вылезли из орбит, рот замер в крике. Караваджо был зачарован процессом обезглавливания, которое тогда было привычной формой казни для преступников из аристократической среды. Есть предположение, что художник присутствовал на казни Беатриче Ченчи, убившей своего отца, и именно знакомство с обезглавливанием, которому подвергли Беатриче, позволило ему написать с такими натуралистическими физиологическими подробностями свою «Юдифь». Кроме этой картины Караваджо посвятил теме обезглавливания другие произведения: «Жертвоприношение Исаака» (1603), «Обезглавливание Иоанна Крестителя» (1608) и «Давида и Голиафа» (1610). Есть версия, что лицо Олоферна — это автопортрет, в котором художник выразил свои мазохистские желания стать жертвой насилия.

## Авторское повторение картины
Картина «Юдифь и Олоферн», найденная в 2014 году в Тулузе на чердаке старого дома, была атрибутирована как произведение Караваджо. На 27 июня 2019 года была намечена продажа второй версии картины на аукционе Labarbe. Предварительная стоимость полотна колебалась от 100 до €150 млн. Однако оно было продано ранее. Новым владелецем «Юдифи и Олоферна» стал американский миллиардер и филантроп Джеймс Томилсон Хилл.

## Другие картины Караваджо на тему обезглавливания

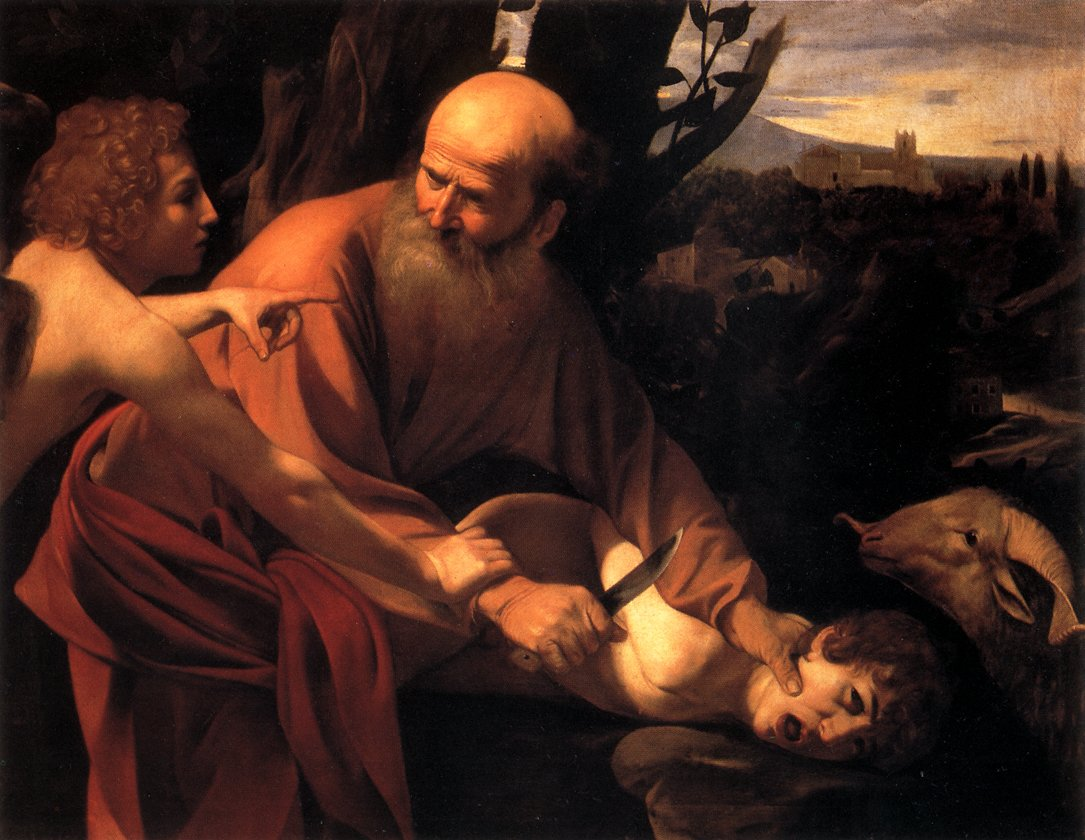
Жертвоприношение Исаака. 1603. Холст, масло. Уффици, Флоренция
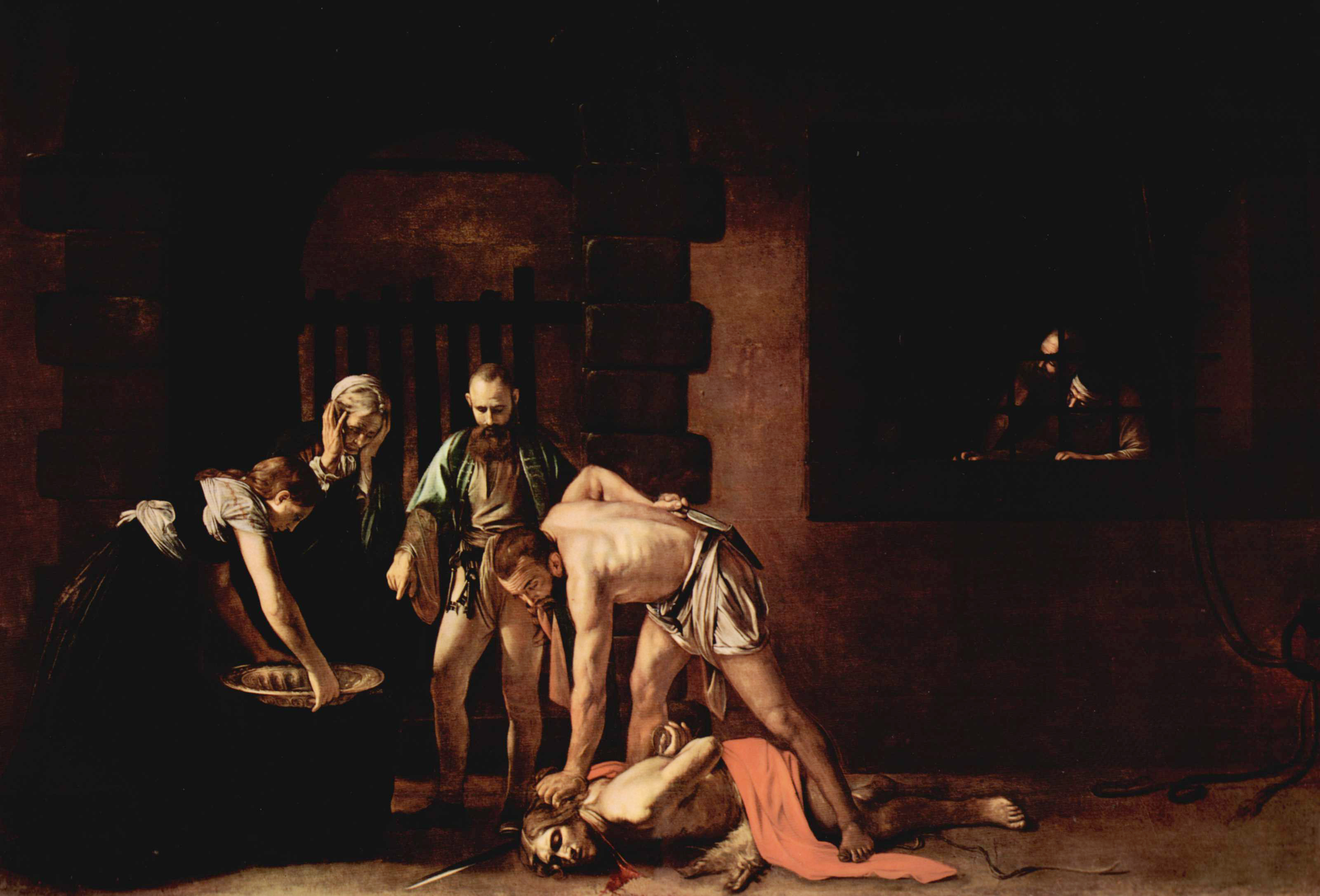
Обезглавливание Иоанна Крестителя. 1608. Холст, масло. Собор Святого Иоанна, Валлетта, Мальта
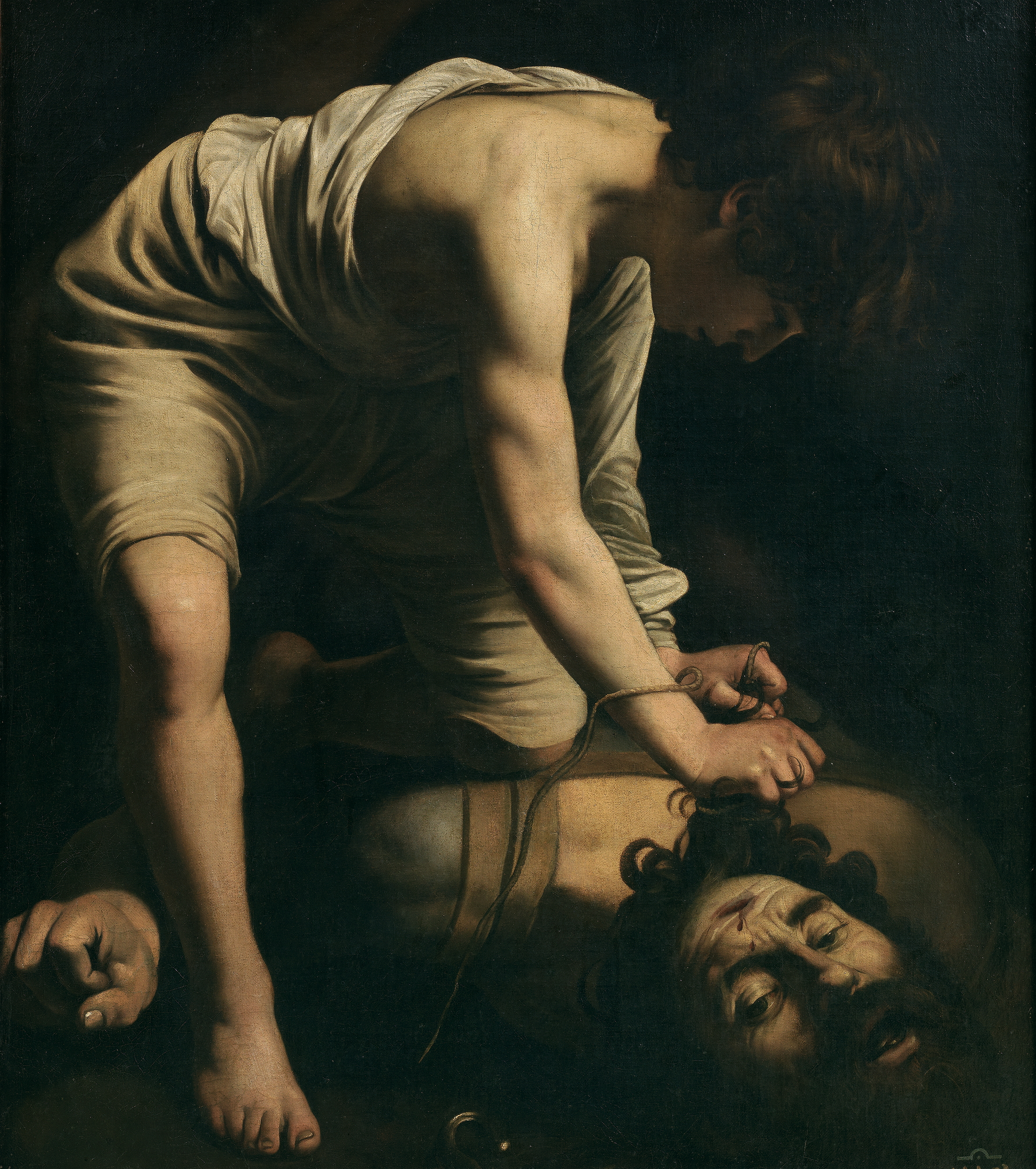
Давид и Голиаф. 1600. Холст, масло. Мадрид, Прадо